# Mydrosoma brooksi
Mydrosoma brooksi är en biart som beskrevs av Michener 1986. Mydrosoma brooksi ingår i släktet Mydrosoma och familjen korttungebin. Inga underarter finns listade i Catalogue of Life.